# Bošnjaci u Sloveniji
Bošnjaci su etnička grupa koja živi u Sloveniji. Prema popisu stanovništva iz 2002., ukupan broj Bošnjaka u Sloveniji bio je 32.009 čineći time 1,6 % ukupne populacije Slovenije. Prema zadnjem popisu, oni su treća najveća manjinska grupa u Sloveniji, nakon Srba i Hrvata.

## Rasprostranjenost
Bošnjaci u Sloveniji uglavnom žive u glavnom gradu države; Ljubljani. Postoje raširene populacije Bošnjaka koje žive u raznim gradovima i naseljima Slovenije, iako većina živi u Ljubljani. Dosta Bošnjaka je napustilo Sloveniju i pošlo u druge zapadne države i Bosnu. Bošnjaci čine mali postotak slovenske populacije, ipak danas, većina Bošnjaka je zadržala svoj identitet i kulturu.

## Povijest
Tijekom Prvog svjetskog rata, Bošnjački regiment kojeg su činili prvenstveno bosanskohercegovački muslimani, poslan je na Talijansko bojište. Jedan od vojnika koji se tamo borio bio je dječak po imenu Elez Dervišević, najmlađi vojnik koji je sudjelovao u bitkama na Soči u Prvom svjetskom ratu. Elez je imao 11 godina kada je služio u Austrougarskoj vojsci. U Logu pod Mangartom nalazi se kip Elezovog oca koji je posvećen njemu.
Većina Bošnjaka migrirala je u Sloveniju od 1960-ih zbog ekonomskih razloga. Povijesno, Slovenci, koji su do tada imali relativno malo dodira s ostatkom Balkana, nisu imali dobar odnos s većinom migranata s područja bivše Jugoslavije. Ipak, Bošnjaci i Srbi su uglavnom bili najlošije prihvaćeni. Slovenci su grupirali Bošnjake sa Srbima, Hrvatima i Makedoncima. Ove grupe često su nazivane negativnim epitetima južnjaki (južnjaci), ta spodni (oni odozdo), čefurj i Švedi (Šveđani).

## Religija
Danas je većina Bošnjaka uglavnom sunitske islamske religije hanefijskog mezheba, najveće i najstarije škole islamskog prava.

## Poznati Bošnjaci
- Amar Alibegović, košarkaš
- Mirza Alibegović, košarkaš
- Teoman Alibegović, košarkaš
- Armin Bačinović, nogometaš
- Memi Bečirovič, košarkaški sudac
- Sani Bečirovič, košarkaš
- Adnan Bešić, nogometaš
- Mirza Begić, košarkaš
- Mustafa Bešić, bivši igrač hokeja na ledu
- Damir Botonjič, nogometaš
- Amir Dervišević, nogometaš
- Suad Fileković, nogometaš
- Fuad Gazibegović, nogometaš
- Jasmin Hukić, košarkaš
- Adem Kapič, nogometaš
- Bekim Kapić, nogometaš
- Sedin Karavdić, košarkaš
- Jasmin Kurtić, nogometaš
- Dino Murić, košarkaš
- Edo Murić, košarkaš
- Jasmin Handanović, nogometaš
- Samir Handanović, nogometaš
- Rašid Mahalbašić, austrijski košarkaš
- Jusuf Nurkić, košarkaš
- Alen Omić, košarkaš
- Emir Preldžić, košarkaš
- Hasan Rizvić, košarkaš
- Miral Samardžić, nogometa
- Bojan Tokič, igrač stolnog tenisa
- Alen Vučkić, nogometaš
- Haris Vučkić, nogometaš
- Aris Zarifović, nogometaš

## Poveznice
- Demografija Slovenije